# Croix de cimetière de Noyal-Châtillon-sur-Seiche
La croix de cimetière de Noyal-Châtillon-sur-Seiche est un calvaire situé devant l’église de Noyal-Châtillon-sur-Seiche, dans le département français d'Ille-et-Vilaine, région Bretagne.

## Historique
La croix date du XVe siècle et fait l’objet d’un classement au titre des monuments historiques depuis le 10 mars 1907.

## Architecture

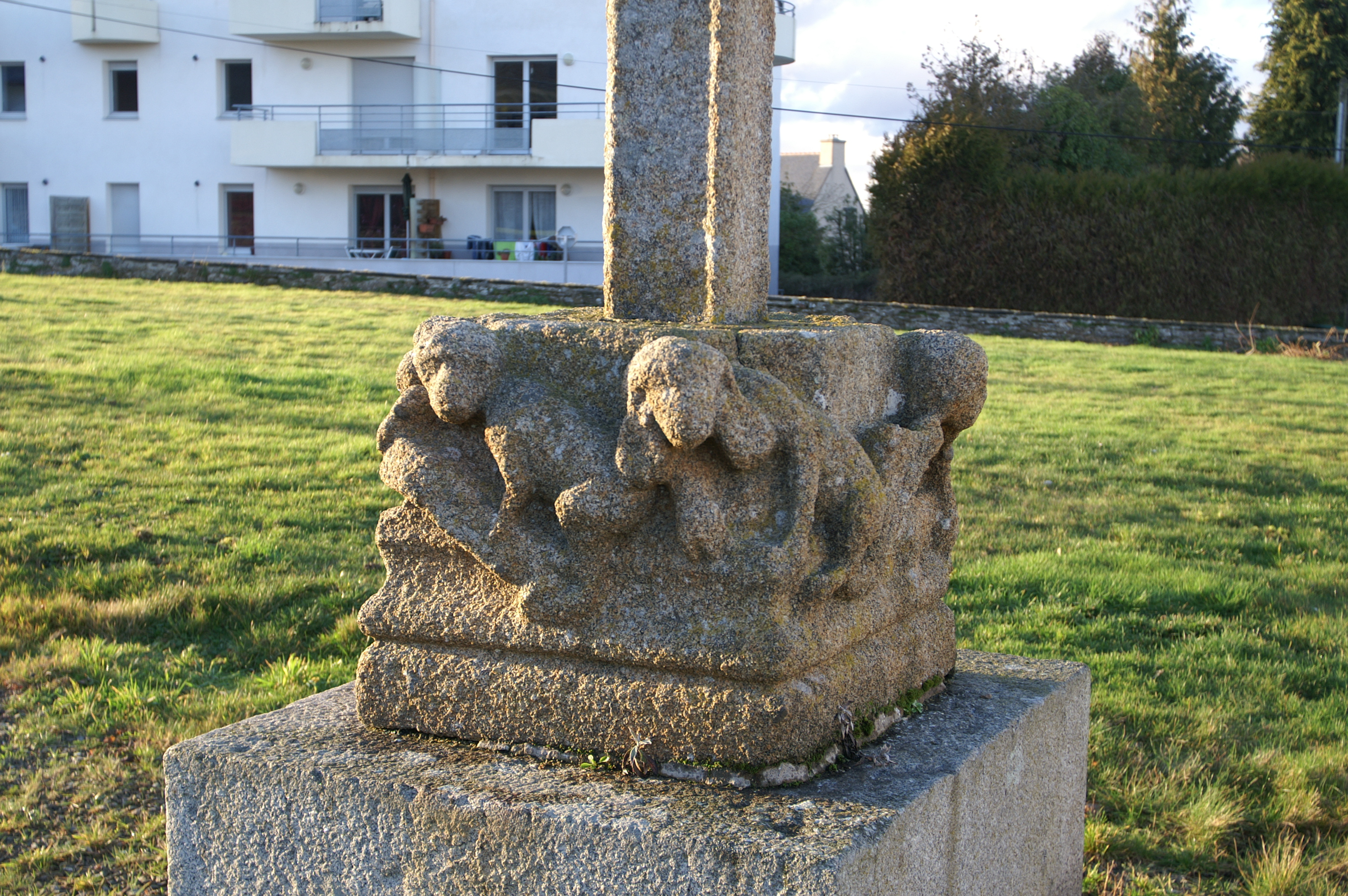
Vue du socle sculpté.

La croix est en granit et surmonte un socle sculpté d'animaux.